# Томаш Прошкевич
Томаш Прошкевич (пол. Tomasz Proszkiewicz; народився 23 листопада 1977 у м. Бидгощ, Польща) — польський хокеїст, нападник. 
Вихованець хокейної школи БТХ «Бидгощ». Виступав за БТХ «Бидгощ», «Сточньовець» (Гданськ), КХТ «Криниця», ТКХ «Торунь», ГКС (Тихи), КС «Торунь», ХК «Познань».
У складі національної збірної Польщі учасник чемпіонатів світу 2005 (дивізіон I), 2009 (дивізіон I) і 2010 (дивізіон I).
Володар Кубка Польщі (2008, 2009, 2010). 